# 諾克霍馬內群島
69°24′S 39°29′E / 69.400°S 39.483°E
諾克霍馬內群島，是南極洲的群島，位於毛德皇后地的哈拉爾王子海岸，由約24座島嶼組成，處於呂佐夫-霍爾姆灣東部，根據挪威探險隊拍攝的空中照片繪入地圖，現時由南極條約體系管理。